# Attaque contre le convoi de Joseph Beti Assomo
L'attaque contre le convoi de Joseph Beti Assomo survient le 12 juillet 2018, lorsque le convoi du ministre de la Défense Joseph Beti Assomo est ciblé par des tirs à Kumba, dans la région du Sud-Ouest du Cameroun. L'attaque s'inscrit dans le contexte de la crise anglophone. 

## Contexte
L'embuscade s'est produite au cœur d'une campagne armée visant à obtenir l'indépendance des régions anglophones du Nord-Ouest et du Sud-Ouest du Cameroun. Des années de ressentiment à l'égard d'une discrimination perçue par la majorité francophone alimentent les demandes de retour au fédéralisme en 2016. 
Alors que la situation se polarise, le 1er octobre 2017, des militants anglophones font une déclaration symbolique d'indépendance. Une répression gouvernementale s'en est suivie, plongeant les deux régions dans des actes de violence et de représailles quasi quotidiens qui ont fait des dizaines de victimes et contraint des dizaines de milliers de personnes à quitter leur foyer. Selon un rapport du gouvernement publié en juin 2018, les séparatistes anglophones ont tué 74 soldats et sept policiers depuis fin 2017, tandis que plus de 100 civils sont morts « au cours des 12 derniers mois ».
Le bilan s'est fortement alourdi depuis. Rien que début juillet 2018, au moins trois policiers, dont un commissaire, sont tués, et des combats éclatent pendant plusieurs heures à Buéa. Les Nations unies indiquent que 160 000 personnes ont été déplacées à l'intérieur du pays et que 20 000 ont cherché refuge au Nigeria voisin.

## Prélude
Les séparatistes armés utilisent les réseaux sociaux pour mettre en garde le ministre de la Défense contre toute visite dans les régions anglophones. 

## Déroulement

### Selon un journaliste sur place
Selon le journaliste Grégoire Djarmaila, du quotidien d'État Cameroon Tribune, qui est blessé lors de l'attaque, le ministre de la Défense Joseph Beti Assomo se rend à une position militaire située à sept kilomètres de Kumba. Il ajoute que le convoi était composé d'une trentaine de véhicules, dont un véhicule blindé transportant le ministre et six généraux. Il se heurte à un barrage routier à mi-chemin, « et nos véhicules sont criblés de coups de feu, provenant de maisons abandonnées à cause de la guerre », raconte le journaliste. L'escorte militaire riposte, ce qui permet au convoi d'atteindre le poste militaire. « Mais à peine avons-nous quitté le poste que nous sommes à nouveau attaqués. Cette fois, ils semblaient plus nombreux et plus déterminés... (ils ont tiré) sur tous les véhicules du convoi ». Le journaliste déclare que « notre chance était qu'ils utilisaient des fusils de chasse de fabrication artisanale » plutôt que des armes militaires, ajoutant qu'il avait vécu « 40 minutes d'enfer ».

### Selon l'armée camerounaise
Le porte-parole de l'armée camerounaise, le colonel Didier Badjeck, indique que plus de 100 séparatistes armés ont érigé plusieurs barrages routiers sur la route reliant la ville de Kumba et celle de Mbonge afin d'arrêter le ministre de la Défense, qui conduisait une délégation militaire de haut niveau déployée par le président Paul Biya. Le porte-parole explique qu'au moment où ils enlevaient les barrages routiers, des séparatistes armés qui se cachaient dans les buissons voisins ont commencé à tirer et les militaires ont riposté, tuant au moins 10 des assaillants. Il précise que les assaillants, lourdement armés d'armes de guerre, de fusils de fabrication locale, de machettes et de flèches empoisonnées, ont commencé à tirer sans relâche en direction du convoi militaire et de la voiture du ministre pendant une trentaine de minutes. Les militaires ont riposté et des centaines d'assaillants se sont enfuis dans les buissons où ils sont pourchassés par l'armée.

## Bilan
Quatre soldats et un journaliste sont blessés et six à dix assaillants sont tués lors de la riposte de l'armée.